# Химна Шпаније
Краљевски марш (шп. La Marcha Real) је химна Шпаније. Ова химна нема речи.
Шпанска химна је једна од најстаријих у Европи, а њено порекло је непознато. Први пут се спомиње 1761. године.